# Amphilophus chancho
Amphilophus chancho är en fiskart som beskrevs av Stauffer, Mccrary och Black 2008. Amphilophus chancho ingår i släktet Amphilophus och familjen Cichlidae. Inga underarter finns listade i Catalogue of Life.